# Wapiti Ranger Station
Die Wapiti Ranger Station im Shoshone National Forest im US-Bundesstaat Wyoming gilt als älteste Ranger-Station in den Vereinigten Staaten. Die Station wurde 1903 als Blockhütte aus lokalem Holz erbaut und wird seitdem fortwährend genutzt. Sie war die erste Ranger-Station des United States Forest Service, die mit Bundesmitteln gebaut wurde. 2005 wurden einige Renovierungen, wie die Ersetzung von morschem Holz, vorgenommen.
Die Station befindet sich 48 Kilometer westlich von Cody auf der U.S. Route 14/16/20, am North Fork Shoshone River zwischen Cody und dem Osteingang des Yellowstone-Nationalparks.
Die Wapiti Ranger Station wurde am 23. Mai 1963 als National Historic Landmark eingestuft und am 15. Oktober 1966 als Bauwerk in das National Register of Historic Places aufgenommen.
Das ursprüngliche Blockhaus und neuere Nebengebäude werden nach wie vor durch den US Forest Service genutzt. In ihnen werden Saisonkräfte untergebracht, die im Wapiti Rager District des Shoshone National Forest arbeiten. Außerdem befinden sich in ihnen das zentrale Ausrüstungsdepot für den Ranger District und Ställe für Packtiere. Ein Besucherzentrum in einem der Nebengebäude informiert über die Tierwelt der Umgebung und gibt Informationen über Wanderungen, Angel-, Jagd- und Campingmöglichkeiten der Region.